# .quebec
A .quebec egy internetes legfelső szintű tartomány kód, melyet Québec kanadai tartomány jelölésére fogadott el 2013-ban az ICANN, a domainnevek rendszerének kezelésével és szabályozásával foglalkozó nemzetközi szervezet.
Az új oldalak 2014. november 13-án élesednek, de már szeptember 2-től lehet ezzel a földrajzi utótaggal internetcímet foglalni.